# Paul Pochhammer
Paul Friedrich Carl Pochhammer (* 21. Februar 1841 in Neisse; † 2. März 1916) war ein preußischer Offizier (zuletzt Oberstleutnant) und Dante-Forscher.

## Leben
Pochhammer trat 1859 in die Preußische Armee ein und war als Hauptmann im Ingenieur-Corps und als Lehrer an der Kriegsakademie in Berlin tätig. Er machte die Feldzüge 1864 gegen Dänemark, 1866 gegen Österreich und 1870/71 gegen Frankreich mit. Im Frühjahr 1888 musste er krankheitshalber den Militärdienst quittieren.
Paul Pochhammers Ehefrau Margarethe geb. Cauer war seit 1874 die Tochter des Stadtschulrates von Berlin, Eduard Cauer, und dessen Ehefrau, der Frauenrechtlerin Minna Cauer.
Der Marineoffizier Hans Pochhammer war sein Sohn.

## Veröffentlichungen (Auswahl)
- Dante und die Schweiz. Ein Wort an Einheimische und Fremde. Zürich, Raustein 1896.
- Durch Dante. Ein Führer durch die „Commedia“ in 100 Stanzen und 10 Skizzen. Zürich, Verlag von Karl Henckell 1897.
- Dantes Göttliche Komödie in deutschen Stanzen. Leipzig, Teubner 1901. Buchschmuck von Heinrich Vogeler.
- Die Wiedergewinnung Dantes für die deutsche Bildung. 1902.
- Ein Dantekranz aus hundert Blättern. Ein Führer durch die „Commedia“. Berlin, G. Grote’sche Verlagsbuchhandlung 1906. Mit 100 Federzeichnungen von Franz Stassen.